# 감천초등학교 (김천시)
감천초등학교는 대한민국 경상북도 김천시 감천면 도평리에 있는 공립 초등학교이다.

## 학교 연혁
- 1935년 7월 1일 감천공립보통학교 개교(설립인가 6월 12일)
- 1938년 4월 1일 감천공립심상소학교로 개칭[1]
- 1941년 4월 1일 감천공립국민학교로 개칭[2]
- 1986년 3월 1일 병설유치원 인가
- 1996년 3월 1일 감천초등학교로 교명 개칭[3]
- 2017년 3월 1일 제34대 이기협 교장 부임
- 2020년 2월 13일 제82회 졸업(누계 5,914명)
- 2020년 3월 1일 일반6, 특수1, 병설유치원 1학급 편성

## 학교 상징
- 교화 - 목련 : 이른 봄 예쁜 꽃망을 터트려 아름답게 활짝 핀 목련은 숭고하며 우아한 자태를 지닌 맑고 고운 마음으로 자라나는 감천어린이를 상징한다.
- 교목 - 느티나무 : 하늘을 아우르는 힘찬 가지와 무성한 잎, 깊이 내린 뿌리와 튼튼한 줄기의 느티나무는 늠름하고 굳센 의지로 포용력을 지닌 인재로 자라나는 감천어린이를 상징한다.

## 참고 자료
- 감천초등학교 - 한국교육학술정보원 학교알리미